# Ferdydurke
(Estratto dal romanzo)
Ferdydurke è il primo romanzo di Witold Gombrowicz, pubblicato nel 1937.
Romanzo filosofico di impianto kafkiano, Ferdydurke divenne ben presto un libro di culto, come testimonia una lettera che lo stesso Gombrowicz scrisse nel 1947, indirizzata ai "ferdydurkisti" («Se qualcuno di voi, Ferdydurkisti, risiede ancora tra i vivi, che non perda la speranza - perché non sono morto»).

## Trama
Il trentenne Józio Kowalski (Giuso) viene condannato a una regressione che lo riporta ai tempi del liceo, dove - tanto a scuola quanto nelle varie abitazioni che lo ospiteranno - vivrà avventure fantastiche, filtrate dal suo punto di vista di trentenne "culculizzato" (è questo il neologismo con cui Giuso esprime l'infantilizzazione coatta cui viene sottoposto da tutte le figure autoritarie che incontra).

## Stile e tematiche
Il libro, strutturato come un romanzo picaresco, è incentrato sul tema della Forma: è lei, scrive Gombrowicz, a far sì «che in noi ci sia qualcosa di non nostro», costringendoci a un perenne giuoco delle parti che soffoca la nostra spontaneità primigenia.

## Edizioni italiane
- Ferdydurke (Ferdydurke, 1938), romanzo
  - trad. Sergio Miniussi, prefazione di Angelo Maria Ripellino, Einaudi, Torino 1961
  - trad. Vera Verdiani, Feltrinelli, Milano 1991
  - trad. Irene Salvatori e Michele Mari, prefazione Michele Mari, Il Saggiatore 2020